# Újpest kocsiszín
Újpest kocsiszín egy megszűnt villamosremiz Budapest XIII. kerületében, az Újpest-városkapu közlekedési csomópontban, a IV. kerület határán. Az épület ipari műemlék, benne manapság egy szupermarket üzemel.

## Története

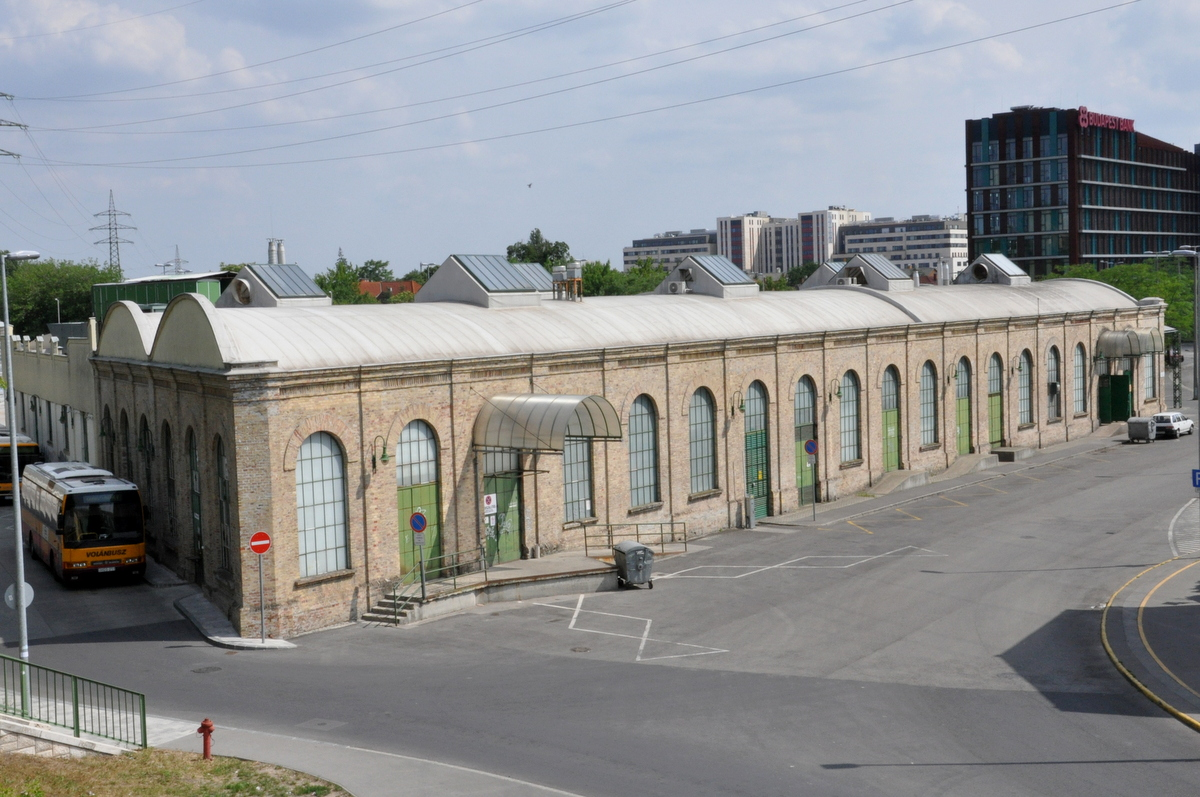
Az Újpesti vasúti hídról nézve

A kocsiszínt a Pesti Közúti Vaspálya Társaság építette 1866-ban (más források szerint 1895–1896-ban) az újpesti lóvasút kocsijainak tárolására. Az épület öthajós, szegmentíves vasbetonhéjjal fedett csarnok, amiből a telek alakját követve a Dunához közelebb eső két hajó hátrébb kezdődik és hátrébb is végződik, mint a másik három. Eredetileg fafödémes volt, amihez 1911-ben Zielinski Szilárd tervei alapján vasbeton bővítményt csatoltak, majd 1932-ben az egész épületet vasbeton szerkezetűvé alakították.
Közvetlenül a remiz mellett sokáig hurokvégállomás is működött a „Bagolyvár” körül, ami még az egykori lóvasút végállomásának épült 1866-ban.
A villamosok innen a IV. kerület belseje felé haladtak az Árpád úton. A kocsiszín 1982. július 1-jén vesztette el eredeti funkcióját, mikor az M3-as metró átadása után a párhuzamosságokat megszüntetendő az Újpest városközpontból ide vezető villamosvágányokat felszedték, a járatokat átszervezték, a remizt pedig bezárták.
Az egykori szerelőcsarnokban ma egy szupermarket üzemel.